# Torreana poeyi
Torreana poeyi – gatunek kosarza z podrzędu Laniatores i rodziny Agoristenidae.

## Występowanie
Gatunek jest endemiczny dla Kuby.